# Sjätte skottet
Sjätte skottet är en svensk dramafilm från 1943 i regi av Hasse Ekman. I huvudrollerna ses Edvin Adolphson och Karin Ekelund.

## Handling
Två misslyckade människor möts en kväll i Monte Carlo då den ena, Georg Winkler, planerat att begå självmord. Han hindras av Marguerite Hoffman och de börjar diskutera sina liv över en drink. De kommer överens om att starta ett nytt liv tillsammans. 
Georg är egentligen bara duktig på en sak, pistolskytte. Marguerite har varit skådespelerska, men inte nått framgång som det. De börjar turnera under namnet "Hard & Hardy" där Georg är pistolskytten och Marguerite hans levande måltavla.

## Om filmen
Filmen hade Sverigepremiär i Stockholm den 24 september 1943. Den har visats på TV 21 och SVT. 

## Rollista i urval
- Edvin Adolphson – Georg Winkler "Mr. Hard"
- Karin Ekelund – Marguerite Hoffman "Miss Hardy"
- Gunn Wållgren – Lulu
- Nils Lundell – clownen Toni
- Olof Widgren – Björn Hoffman
- Tore Lindwall – polisintendenten
- David Erikson – stallmästaren
- Sten Hedlund – poliskommissarien
- Nils Johannisson – direktör Möller
- Wiktor ”Kulörten” Andersson – landsortstivolits utropare
- Fritiof Janse – modig dansk på varietén i Köpenhamn
- Otto Moskovitz – Kiki, dvärgen på Cirkus Zoo
- Willi Wells – dansk konferencier
- Birgitta Isander – nummerflicka

## DVD
Filmen gavs ut på DVD 2014.